# Navy&ivory
navy&ivory（ネイビー・アンド・アイボリー）は、日本の2人組音楽ユニットである。それぞれソロ活動中にライブハウスでの対バンで知り合う。吾郷の作り出す詩曲と下地の声による歌唱、というお互いの才能を合わせ2000年にユニットを結成した。
2013年2月17日にオフィシャルHPおよびメンバーブログにて2013年よりの無期限活動休止を発表。あわせて所属事務所Thumb Pickとの契約終了も発表され、事実上の解散となり今後はソロ活動を行うこととなった。

## メンバー
- 下地正晃（しもじ まさあき、1975年9月16日 - ）ボーカル担当、沖縄県宮古島市出身。
- 吾郷水木生（あごう みきお、1973年6月27日 - ）キーボード・コーラス担当、島根県出身。

## 来歴
- 2000年に結成。
- 2001年頃、代表曲「指輪」の山形放送ラジオ番組でのオンエアーを契機に山形県内において局所的な人気を得る。それにより、エフエム山形でレギュラー番組「恋愛工房」を担当するようになる。また、YBCラジオのミュージックブランチでも数回にわたり特別番組が放送された。
- 2003年にはインディーズレーベルにてミニアルバム「アカイイト」、「星に願いを」をリリース。関東を中心とした各地でのインストアイベントによりファンを獲得していく。この頃よりホールクラスでのワンマンライブ等も行われるようになる。
- 2005年にはブロー・ウィンド・レコードよりシングル「指輪」でメジャーデビュー。「指輪」が有線放送キャンシステムの全国リクエストランキング最高12位（14週目4/9～4/15集計)、2005年の年間曲目お問い合せランキング1位。同年の第38回日本有線大賞新人賞を「指輪」で受賞。
- 2013年より無期限活動休止

## ディスコグラフィー

### シングル
1. 指輪（2005年2月23日）
2. ねぇ（2006年9月20日）
3. 恋人／NEWS(2007年9月19日)・・・日テレ(スッキリ!!)9月度エンディングテーマ
4. 光／トワイライト(2008年10月22日)
5. あなたへ／永遠にいちばん近い日まで(2010年5月12日)

### その他
1. ヒカリの街（2005年12月7日）SENDAI光のページェント20thアニバーサリー・ソング（初回完全限定生産）
2. トワイライト(2008年8月12日～8月31日)・・・中京テレビ「NEWSリアルタイム」エンディングテーマ

### ミニアルバム
1. アカイイト（2003年3月25日）
2. 星に願いを（2003年11月22日）
3. いちいち幸せ（2011年4月6日）
4. あなたに褒められたくて（2011年10月12日）

### アルバム
1. 恋愛の樹（2005年4月20日）
2. 柊（2007年11月21日）
3. 泣けるほど好きな人～シングルコレクション＋カバーコレクション～（2009年2月25日）
4. パッチワーク（2010年6月16日）
5. くるっとひとまわり〜navy&ivory all time best〜（2012年6月27日）

## 受賞歴
- 第21回「ON Fes 2001」グランプリ（2001年）
- 第38回日本有線大賞新人賞（2005年）